# Beautiful Night
 Beautiful Night (englisch „Schöne Nacht“) ist ein Lied des britischen Musikers Paul McCartney, das 1997 als Single A-Seite veröffentlicht wurde. Komponiert wurde es von Paul McCartney.

## Hintergrund
Beautiful Night hatte bis zur Veröffentlichung eine längere Reifezeit. McCartney nahm das Lied erstmals am 21. August 1986 auf. Der Produzent war Phil Ramone, und McCartney wurde von David Brown an der E-Gitarre, David Lebolt am Synthesizer, Neil Jason an der Bassgitarre und Liberty DeVitto am Schlagzeug begleitet. McCartney spielte Klavier und sang, obwohl der Text zu diesem Zeitpunkt noch unvollständig war. Im Juli 1987 kehrte McCartney zu Beautiful Night zurück, wobei George Martin zusätzlich noch eine Orchesterpartitur schrieb, aber auch hier war McCartney mit dem Ergebnis unzufrieden. Im November 1990 versuchte er es noch einmal und nahm eine dritte, unveröffentlichte Version auf. Erst während der Aufnahmen zum Album Flaming Pie wurde die vierte und endgültige Version fertiggestellt.
Durch die Arbeiten für die Beatles Anthology-Serie wollte McCartney wieder mit Ringo Starr musikalisch zusammenarbeiten. Paul McCartney sagte 1997 über die Entstehung des Liedes in der Sommerausgabe 1997 von Club Sandwich: „Ich habe "Beautiful Night" vor einigen Jahren geschrieben, und ich mochte es schon immer, und Leute, die eine frühe Aufnahme gehört haben, die ich in New York gemacht habe, mit einigen von Billy Joels Musikern, haben gesagt, dass sie es auch mochten. Aber ich hatte immer das Gefühl, dass wir es nicht ganz geschafft hatten – weißt du? Wir hatten einen guten Abend und eine tolle Zeit, aber ich hatte einfach nicht das Gefühl, dass es das Richtige war. Außerdem habe ich noch ein paar Texte geändert. Also habe ich es stattdessen mit Ringo gemacht – ich habe ihm schon seit Jahren gesagt, dass wir noch ein bisschen zusammenarbeiten sollten. Er ist großartig. Ich saß am Klavier und Ringo am Schlagzeug. Es war so angenehm und schön, wieder mit ihm zu arbeiten. Jeff Lynne und ich haben produziert. Ringo war sehr zufrieden damit und wir haben am Ende den schnellen Teil eingefügt, der nicht auf der Originalaufnahme enthalten war.“
Beautiful Night war die dritte Singleauskopplung aus dem Album Flaming Pie, sie erreichte Platz 25 in Großbritannien in den Charts, in Deutschland konnte sich die Single nicht platzieren. In den USA wurde die Single nicht veröffentlicht.
Für das Lied Beautiful Night wurde Ende Oktober/Anfang November ein Musikvideo unter der Regie von Julien Temple produziert. In dem Video, das in Liverpool und London gedreht wurde, sind Ringo Starr und Linda McCartney zu sehen, letztere in ihrem letzten Auftritt in einem Musikvideo. Die Band Spud wird gezeigt, wie sie den Song mimt, obwohl sie nicht auf der Studioaufnahme zu hören ist. Szenen von Frontalaufnahmen einer Frau, Emma Moore, die nackt im Fluss Mersey badet, mussten geschnitten werden.
Paul McCartney performte Beautiful Night nur ein einziges Mal live, für das Flaming Pie Radio Special im Mai 1997.

## Aufnahme

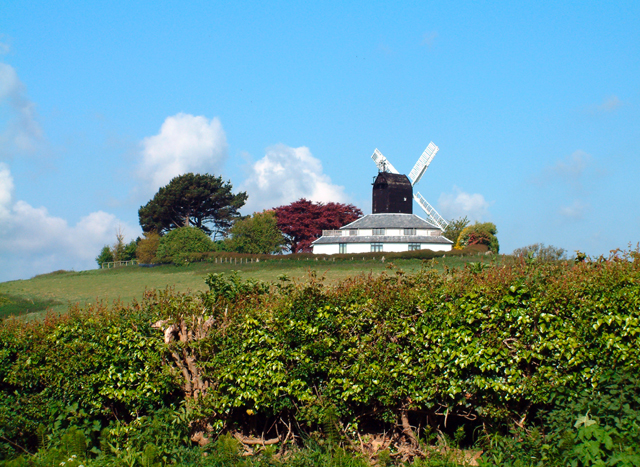
Im Hogg Hill Mill Studio wurde ein Teil der Aufnahmen eingespielt

Die endgültige Aufnahmesession für Beautiful Night fand am 13. und 14. Mai 1996 in McCartneys eigenem Hogg Hill Mill Studio in Sussex statt, wobei Paul McCartney und Jeff Lynne als Produzenten fungierten. Overdub-Aufnahmen erfolgten am 14. Februar 1997 im Studio One in den Abbey Road Studios. Das Orchesterarrangement von George Martin wurde unter der Leitung von David Snell aufgenommen. Geoff Emerick und Jon Jacobs sowie Keith Smith waren die Toningenieure der Aufnahmen.
Besetzung:
- Paul McCartney: Gesang, Akustische Gitarre, E-Gitarre, Bassgitarre, Klavier, E-Piano, Hammondorgel, Perkussion
- Jeff Lynne: Akustische Gitarre, E-Gitarre, Hintergrundgesang
- Ringo Starr: Schlagzeug, Perkussion, Hintergrundgesang
- Linda McCartney: Hintergrundgesang
- George Martin: Orchesterarrangement
- John Barclay, Andrew Crowley, Mark Bennett: Trompete
- Richard Edwards, Andy Fawbert: Posaune
- Nigel Black, Michael Thompson, Richard Watkins: Horn
- Belinda Bunt, Marcia Crayford, Roger Garland, Jackie Hartley, Bogustav Kostecki, Adrian Levine, Rita Manning, David Ogden, Bernard Partridge, Keith Pascoe, Maciej Rakowski, Jonathan Reeves, Briony Shaw, Julian Tear, Jeremy Williams, David Woodcock: Violine
- Levine Andrade, Philip Dukes, Graeme Scott, Robert Smissen, Stephen Thees, Ivo Van Der Werff: Bratsche
- Robert Bailey, Martin Loveday, Stephen Orton, Anthony Pleeth: Violoncello
- Chris Laurance, Robin McGee: Kontrabass
- Susan Milan: Flöte
- David Theodore: Oboe

## Coverversionen
Es gibt zwei Coverversionen von Beautiful Night.

## Veröffentlichung
- Am 5. Mai 1997 erschien das Album Flaming Pie, auf dem sich das Lied Beautiful Night befindet.
- Als dritte Single wurde in Großbritannien am 15. Dezember 1997 die 7″-Vinyl-Picture-Disc-Single Beautiful Night / Love Come Tumbling Down veröffentlicht.[4] Weiterhin wurden am 15. Dezember 1997 in Großbritannien zwei 5″-CD-Singles veröffentlicht:
  - Beautiful Night / Love Come Tumbling Down / Oobu Joobu – Part 5: And Now – Oobu Joobu Main Theme – Beautiful Night Chat – Paul McCartney and Ringo Starr Chat About “Beautiful Night” – Ringo Starr Chat – Beautiful Night (Flaming Pie Mix) – Beautiful Night (Original Version) – Goodbyes – Oobu Joobu Main Theme.[5] Das Lied Beautiful Night (Original Version) wurde am 21. August 1986 in New York in den Power Stations Studios aufgenommen, Produzenten waren Phil Ramone und Paul McCartney.
  - Beautiful Night / Love Come Tumbling Down / Oobu Joobu – Part 6: This One (Jingle) – Oobu Joobu Main Theme – Oobu Joobu We Love You – Paul McCartney Chats About “Abbey Road” – Strawberry Field Forever (Pauls Solo) – Paul McCartney Chats About “Abbey Road” – Come on Baby – Paul McCartney Chats About “Abbey Road” – Come on Baby (continued) – End Chat “Abbey Road” – Okay Are You Ready (Jingle) – Love Mix – Wide Screen Radio – Goodbye – Oobu Joobu Main Theme.[6]Love Come Tumbling Down wurde am 10. März 1987 im Studio von Paul McCartney aufgenommen, Produzent war wiederum Phil Ramone.
  - In Kontinentaleuropa wurde im Juli 1997 folgende 5″-CD-Single veröffentlicht: Beautiful Night / Love Come Tumbling Down / Oobu Joobu – Part 5.[7] Alle weiteren Teile von Oobu Joobu Part 5 und 6 entstammen der gleichnamigen Radioserie.
  - In den Niederlanden erschien noch die 5″-CD-Single: Beautiful Night / Love Come Tumbling Down.[8]
  - In Großbritannien wurden 5″-CD-Promotionsingles mit dem Lied Beautiful Night hergestellt.[9]
- Beautiful Night erschien am 10. Juni 2016 auf dem Kompilationsalbum Pure McCartney (Vier CD-Version).
- Am 2. Dezember 2022 wurde die Singlebox The 7″ Singles Box veröffentlicht, die auch Beautiful Night enthält.